# Laurie Butler
Laurie Jeanne Butler (nacida en 1959) es una fisicoquímica estadounidense conocida por su trabajo experimental que prueba la aproximación de Born-Oppenheimer sobre la separabilidad de los movimientos nucleares y electrónicos. Es miembro de la Sociedad Estadounidense de Física y profesora emérita de química en la Universidad de Chicago.

## Biografía
Nació en el seno de una familia de profesionales médicos. Era la menor de seis hermanos y creció en Garden City, Nueva York. Después de que su padre sufriera un derrame cerebral, la familia se mudó a San Petersburgo, Florida, donde asistió a la preparatoria.
Intentó estudiar biología molecular o neurociencia en la Universidad Johns Hopkins; después de descubrir la gran cantidad de sacrificios de animales necesarios para los experimentos en esas áreas, cambió sus intereses hacia la química y después de un año se transfirió al Instituto Tecnológico de Massachusetts (MIT), terminando su licenciatura en 1981.
Asistió a la Universidad de California en Berkeley, para realizar sus estudios de doctorado, donde trabajó con Yuan T. Lee en fotólisis. Después de completar su doctorado. en 1985, trabajó como investigadora postdoctoral en la Universidad de Wisconsin antes de unirse a la Universidad de Chicago en 1987.
Es coautora de la octava edición del libro de texto Principles of Modern Chemistry (Cengage, 2016) junto a David W. Oxtoby y H. P. Gillis.

### Vida personal
Es la hermana gemela idéntica de Lynne Butler, ahora profesora de matemáticas en Haverford College. Su esposo, Michael Stein, es profesor de Estadística Ralph y Mary Otis Isham en la Universidad de Chicago; tienen una hija.

## Premios y honores
Ganó una beca de investigación Sloan en 1992 y ganó el premio Llewellyn John y Harriet Manchester Quantrell a la excelencia en la enseñanza de pregrado en la Universidad de Chicago en 1993.
Fue elegida miembro de la Sociedad Estadounidense de Física en 2002. En 2011 se convirtió en miembro de la Asociación Estadounidense para el Avance de la Ciencia "por sus distinguidas contribuciones al campo de la química física, en particular por sus elegantes estudios experimentales de la dinámica de reacciones químicas de especies radicales y moleculares", y ese mismo año también se convirtió en miembro de la Asociación Estadounidense para el Avance de la Ciencia. Miembro de la Sociedad Química Estadounidense. En 2018 fue elegida miembro de la Academia Estadounidense de Artes y Ciencias.